# Hontanas
Hontanas est une commune située dans le Nord de l’Espagne, dans la comarque d'Odra-Pisuerga, dans la Communauté autonome de Castille-et-León, Burgos. C'est aussi le nom du chef-lieu de la commune.
Sa population était de 60 habitants en 2010.
Hontanas est une étape sur le Camino francés du Pèlerinage de Saint-Jacques-de-Compostelle.

## Démographie
| 1900 | 1910 | 1920 | 1930 | 1940 | 1950 | 1960 | 1970 | 1980 | 1990 | 2000 | 2010 |
| ---- | ---- | ---- | ---- | ---- | ---- | ---- | ---- | ---- | ---- | ---- | ---- |
| 233  | 284  | 260  | 227  | 215  | 246  | 193  | 115  | 104  | 96   | 65   | 60   |

## Culture et patrimoine

### Pèlerinage de Compostelle
Par le Camino francés du Pèlerinage de Saint-Jacques-de-Compostelle, le chemin vient d'Hornillos del Camino, via le refuge de San Bol.
La prochaine halte est Castrojeriz, via le monastère ruiné de San Antón.

### Patrimoine civil et naturel

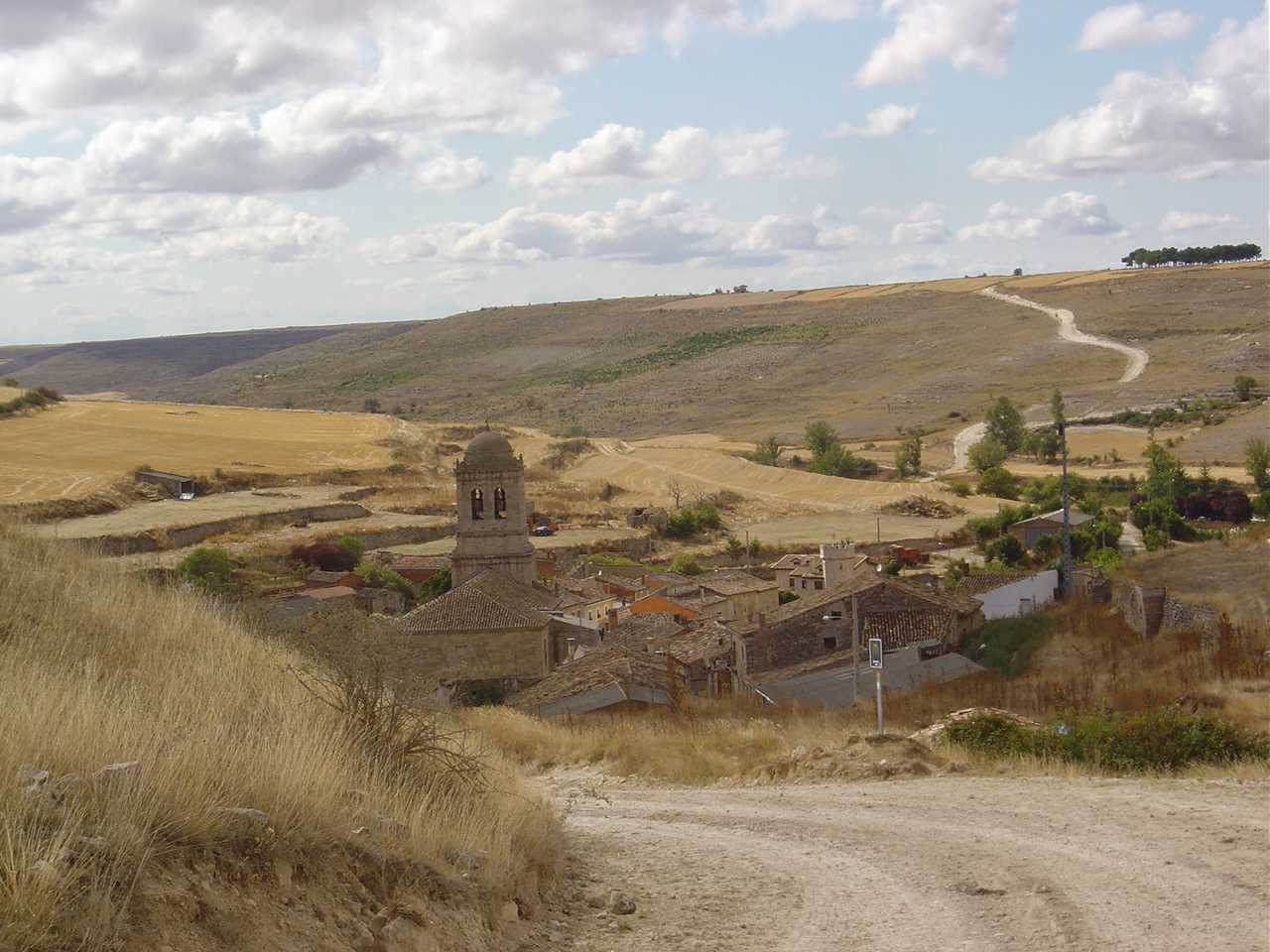
Hontanas, paysage de la meseta.

## Sources et références
- (es) Cet article est partiellement ou en totalité issu de l’article de Wikipédia en espagnol intitulé « Hontanas » (voir la liste des auteurs).
- Grégoire, J.-Y. & Laborde-Balen, L. , « Le Chemin de Saint-Jacques en Espagne - De Saint-Jean-Pied-de-Port à Compostelle - Guide pratique du pèlerin », Rando Éditions, mars 2006,  (ISBN 2-84182-224-9)
- « Camino de Santiago St-Jean-Pied-de-Port - Santiago de Compostela », Michelin et Cie, Manufacture Française des Pneumatiques Michelin, Paris, 2009,  (ISBN 978-2-06-714805-5)
- « Le Chemin de Saint-Jacques Carte Routière », Junta de Castilla y León, Editorial Everest